# Entonomenia
Entonomenia is een geslacht van wormmollusken uit de  familie van de Rhopalomeniidae.

## Soort
- Entonomenia atlantica (Leloup, 1948)
- Entonomenia carinata (Salvini-Plawen, 1978)
- Entonomenia cristata (Salvini-Plawen, 1978)
- Entonomenia microporata (Handl & Salvini-Plawen, 2002)
- Entonomenia rhynchopharyngeata (Salvini-Plawen, 1978)
- Entonomenia sertulariicola (Salvini-Plawen, 1978)
- Entonomenia tricarinata (Salvini-Plawen, 1978)